# Psittacanthus krameri
Psittacanthus krameri är en tvåhjärtbladig växtart som beskrevs av J. Kuijt. Psittacanthus krameri ingår i släktet Psittacanthus och familjen Loranthaceae. Inga underarter finns listade i Catalogue of Life.